# Chico César
Francisco César Gonçalves (Catolé do Rocha, 26 de janeiro de 1964), más conocido como Chico César, es un cantante, compositor, escritor y periodista brasileño.

## Biografía
Su verdadero nombre es Francisco César Gonçalves. Nació el 26 de enero de 1964 en Catolé do Rocha, interior de Paraíba, Brasil.A los dieciséis años fue a João Pessoa, donde se formó en periodismo por la Universidade Federal da Paraíba, al tiempo que participaba del grupo Jaguaribe Carne, que hacía poesía de vanguardia.
Poco después, a los 21 años, se trasladó a São Paulo. Trabajó como periodista y revisor de textos hasta los 30 años, cuando decidió dedicarse a la música, multiplicando sus composiciones y se formó un público. Su carrera artística tiene repercusión internacional. La mayoría de sus canciones son poesías de alto poder de encanto lingüístico.
En 1991 fue invitado para hacer una gira por Alemania, y el éxito le animó a dejar el periodismo para dedicarse solamente a la música. Formó la banda Cuscuz Clã  y pasó a presentarse en la casa nocturna paulista Blen Blen Club. En 1995 lanzó su primer disco Aos Vivos y su primer libro Cantáteis, cantos elegíacos de amizade (ed. Garamond).
Tomó posesión de la presidencia de la Fundação Cultural de João Pessoa (Funjope) en mayo de 2009. Desde enero de 2010 es Secretario de Cultura del Estado de Paraiba.

## Discografía
- Aos Vivos (1995)
- Cuscuz Clã (1996)
- Beleza Mano (1997)
- Mama Mundi (2000)
- Respeitem meus cabelos, brancos (2002)
- De uns tempos pra cá (2006)
- Francisco, forró y frevo (2008)
- Estado de poesia (2015)
- O amor é um ato revolucionário (2019)